# Sedgwick (Colorado)
Sedgwick es un pueblo ubicado en el condado de Sedgwick en el estado estadounidense de Colorado. En el Censo de 2010 tenía una población de 146 habitantes y una densidad poblacional de 168,78 personas por km².

## Geografía
Sedgwick se encuentra ubicado en las coordenadas 40°56′6″N 102°31′32″O / 40.93500, -102.52556. Según la Oficina del Censo de los Estados Unidos, Sedgwick tiene una superficie total de 0.87 km², de la cual 0.87 km² corresponden a tierra firme y (0%) 0 km² es agua.

## Demografía
Según el censo de 2010, había 146 personas residiendo en Sedgwick. La densidad de población era de 168,78 hab./km². De los 146 habitantes, Sedgwick estaba compuesto por el 93.84% blancos, el 1.37% eran afroamericanos, el 0.68% eran amerindios, el 1.37% eran asiáticos, el 0% eran isleños del Pacífico, el 2.74% eran de otras razas y el 0% pertenecían a dos o más razas. Del total de la población el 8.9% eran hispanos o latinos de cualquier raza.